# 的里雅斯特天文台
的里雅斯特天文台 (義大利語：Osservatorio Astronomico di Trieste，OAT)是一个天文观测研究中心，位于意大利东北部的里雅斯特。
该天文台追溯其起源，是1753年由奥地利皇后玛丽亚·特蕾西亚在的里雅斯特建立的航海学校。第一次世界大战以后，奥匈帝国解体，意大利王国合并的里雅斯特, 天文台于1923年加入意大利天文观测站行列。今天，该天文台是意大利国家天文物理研究所分布在全国各地的20个研究机构之一。的里雅斯特天文台每年发表超过130篇论文，大部分发表在国际同行评议的期刊上。